# Rendez-vous à la Maison-Blanche
Pour plus de détails, voir Fiche technique et Distribution.
Rendez-vous à la Maison-Blanche (My Date with the President's Daughter) est un téléfilm américain réalisé par Alex Zamm et diffusé en 1998.

## Synopsis
Étouffant sous le poids de la vie officielle, la fille du président des États-Unis obtient l'autorisation de passer la soirée avec un garçon rencontré par hasard. Très vite, les deux adolescents faussent compagnie aux agents des services secrets. Alors que toute la Maison Blanche est sur le pied de guerre pour les retrouver, la fille du président se révèle un peu trop douée pour attirer les ennuis.

## Fiche technique
- Titre original : My Date with the President's Daughter
- Réalisation : Alex Zamm
- Scénario : William Robertson et Alex Zamm
- Photographie : Albert J. Dunk
- Musique : Chris Hajian (de)
- Durée : 90 min
- Pays : États-Unis

## Distribution
- Dabney Coleman : Président Richmond
- Will Friedle : Duncan
- Elisabeth Harnois : Hallie
- Jay Thomas : Charles Floetcher
- Mimi Kuzyk : Carol Richmond
- Wanda Cannon : Rita Floetcher
- Paulo Costanzo : Arthur
- Neil Crone : l'agent Kelly
- Joel Gordon : Curtis
- Diane Douglass : Phillis
- Nicole de Boer : Bonnie
- Rob Stefaniuk (VF: Emmanuel Garijo) : Otto

## Films similaires
- My Uncle the Alien de Henri Charr (en)
- Président junior (1996)